# オオワライタケ
オオワライタケ（大笑茸、学名: Gymnopilus junonius）はハラタケ目ヒメノガステル科チャツムタケ属の中型から大型のキノコ（菌類）。子実体の全体が黄金色、ヒダが錆褐色、柄に膜質のツバがあるのが特徴。従来の学名は G. spectabilis だったが、現在はシノニムとなっている。ただし、分子系統解析により日本には5つの類似種が存在し、狭義のG. junoniusは存在しない可能性が高いとされている。
毒キノコの一つで、誤食すると中枢神経系の中毒症状を起こし、笑うなどの異常な興奮状態になる。似た名前のキノコにワライタケがあるが、分類学的に近縁というわけではない。
全世界に広く自生し、広葉樹の枯れ木によく生える。独特の汗臭いような匂いがある。アメリカではシロシビンが検出されるが、日本のものからは検出されておらず、ジムノピリンが中毒の原因であると考えられている。また2010年代には、ジムノピリンはラットの脳に作用せず、他にメタノールから抽出した成分が作用するとも考えられている。

## 名称
和名「オオワライタケ」は、このキノコを食べると、顔が引きつって笑ったように見える食中毒症状が現れることから名付けられている。命名者は菌類分類学者の川村清一で、先に同様の中毒症状を起こすことが知られていたワライタケよりも大型のキノコであったことから「オオワライタケ」と命名した。
オオワライタケを指す方言に、オトコマイタケ・ドコンボウ（山形）、オドリタケ（踊茸：岩手・青森）、キジャギジャモダシ（秋田）、ズコンボウ、ニガキノコ・ニガッコ（秋田）、ワライ・ワライモダシ（秋田）、ドクキンタケといったものある。
シノニムの種小名スペクタビリス (spectabilis) はラテン語で目立つという意味で、堂々としたキノコであり、人目をひく。同属にはチャツムタケ（G. liquiritiae）、ミドリスギタケ（G. aeruginosus）などがあり、オオワライタケ同様に苦みを持つ。

## 分布・生態
日本のみならず全世界に広く自生する。発生事例は、宮城県、山形県小国町、新潟の楢の木、群馬の樫の木、富山県東礪波郡利賀村富山大豆谷の裏山、樫の木の根元、9月の東京渋谷区、10月の町田市、石川県、京都大鼓山、宮崎神宮。
木材腐朽菌（腐生性）。初夏から初秋のころ、シイ、コナラ、ミズナラ、ブナなどのブナ科広葉樹林の枯れ木、特にミズナラなどの根本などに密生するように発生する。まれに公園のシイ・カシ類の木の根元から株立ちして生え、針葉樹の枯れ木にも生える。たいていは数本から十数本が束生して大きな株になるが、1本だけ生える（単生）こともある。北の地域や山地ではミズナラやコナラ、暖地ではスジジイに発生していることが多い。

## 形態
子実体は傘と柄からなる。傘や柄は全体的に黄金色から黄褐色で、ヒダは錆色、表面は粗い繊維状になる。傘の径はふつう5 - 15センチメートル (cm) 、若い時期は半球形ないしはまんじゅう形で、のちに丸山形に開き色褪せて錆色になり、ぬめりはない。傘の表面は帯褐黄色の細かい繊維状の模様があるが、地味で目立たない。ヒダははじめ黄色で、のちに胞子が成熟すると明るい錆色となり、密で柄に対して直生からやや垂生する。肉は淡黄色から帯褐黄色で、緻密である。
柄は長さ5 - 30 cm、太さは6 - 30ミリメートル (mm) ほどで、傘より薄い色で繊維状、上下同大かやや下方が膨らみ、上部には膜質で淡黄色か暗い錆色のツバがある。柄の根元はくっついて融合することが多い。
全体的に黄色みがかった褐色でおいしそうに見えるが、肉は汗臭いような不快な臭気を持ち、味は強烈に苦い。食用のコガネタケ属 (Phaeolepiota aurea) と間違えられる事があるが、コガネタケは苦くなく地上に生えることから区別できる。

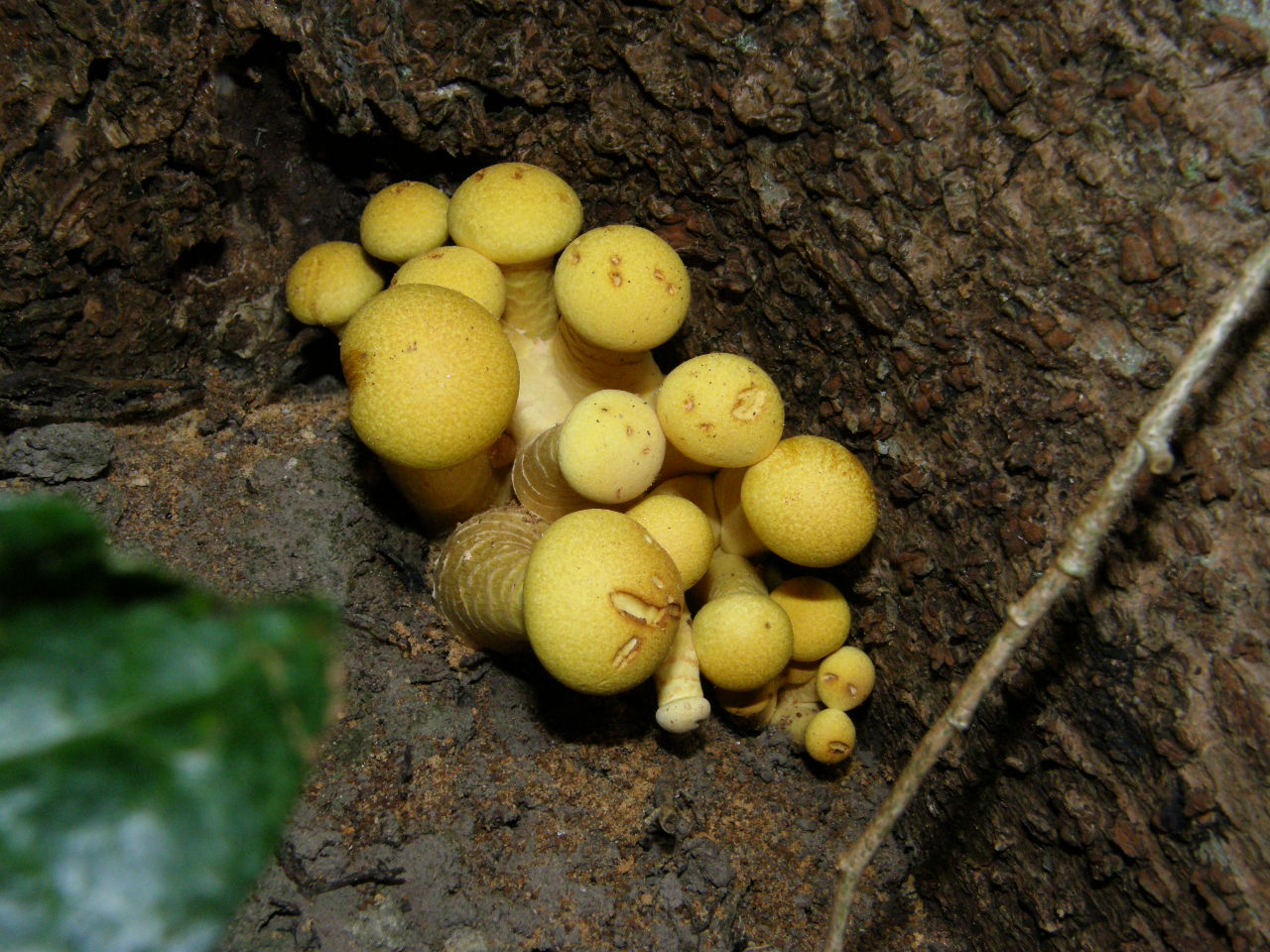
オオワライタケ幼菌（丹後半島）
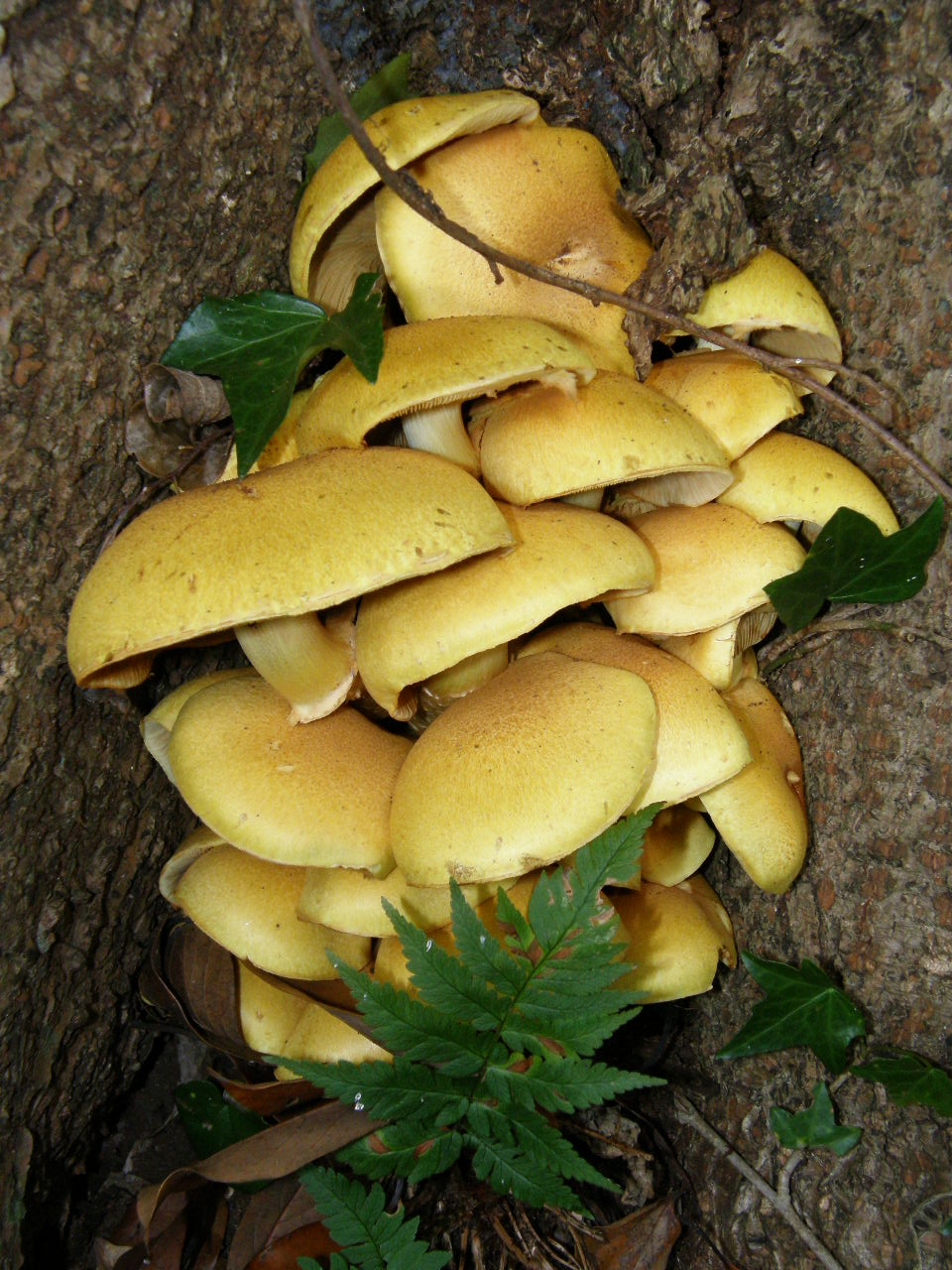
オオワライタケ（丹後半島）
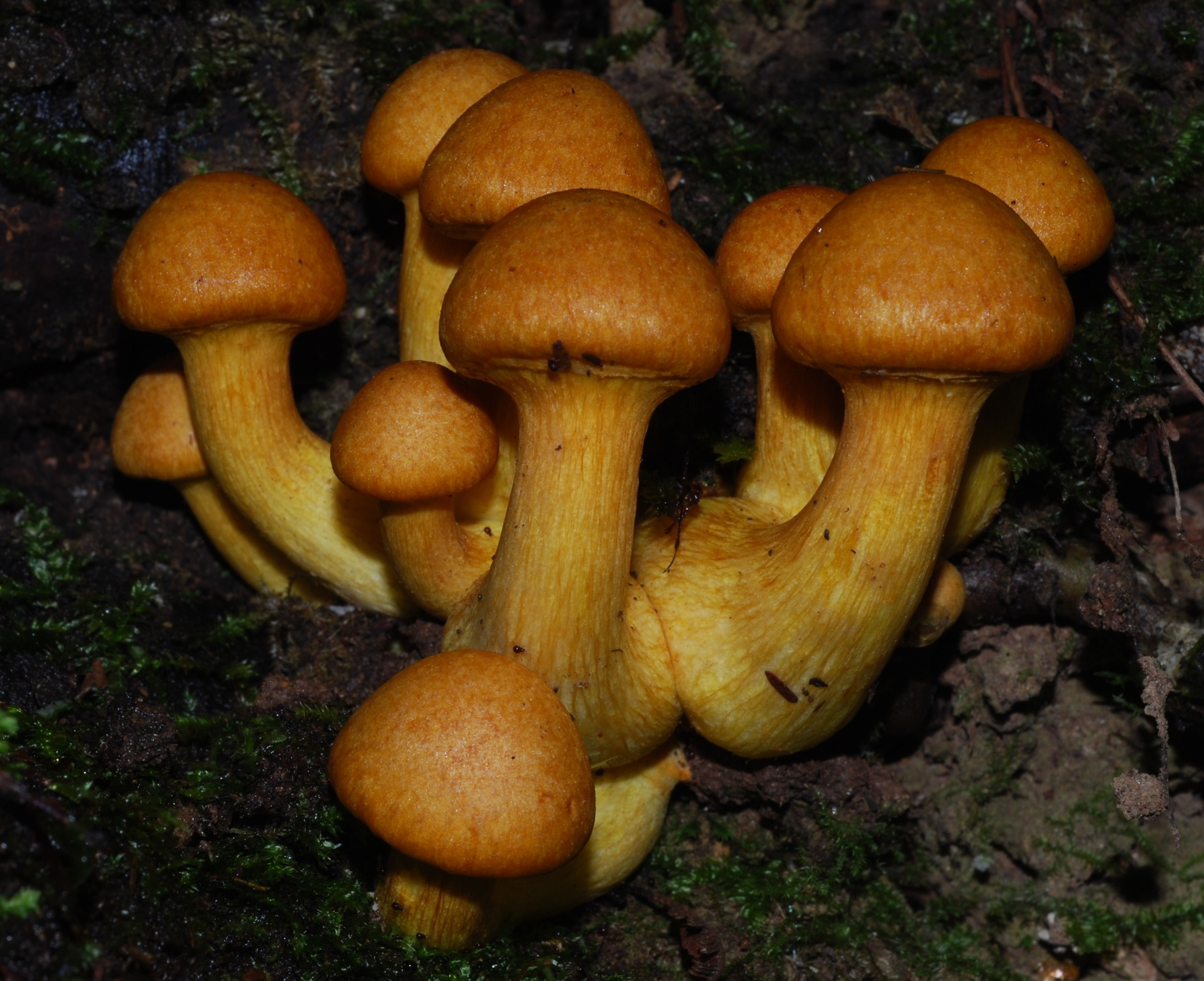
ニュージーランド。
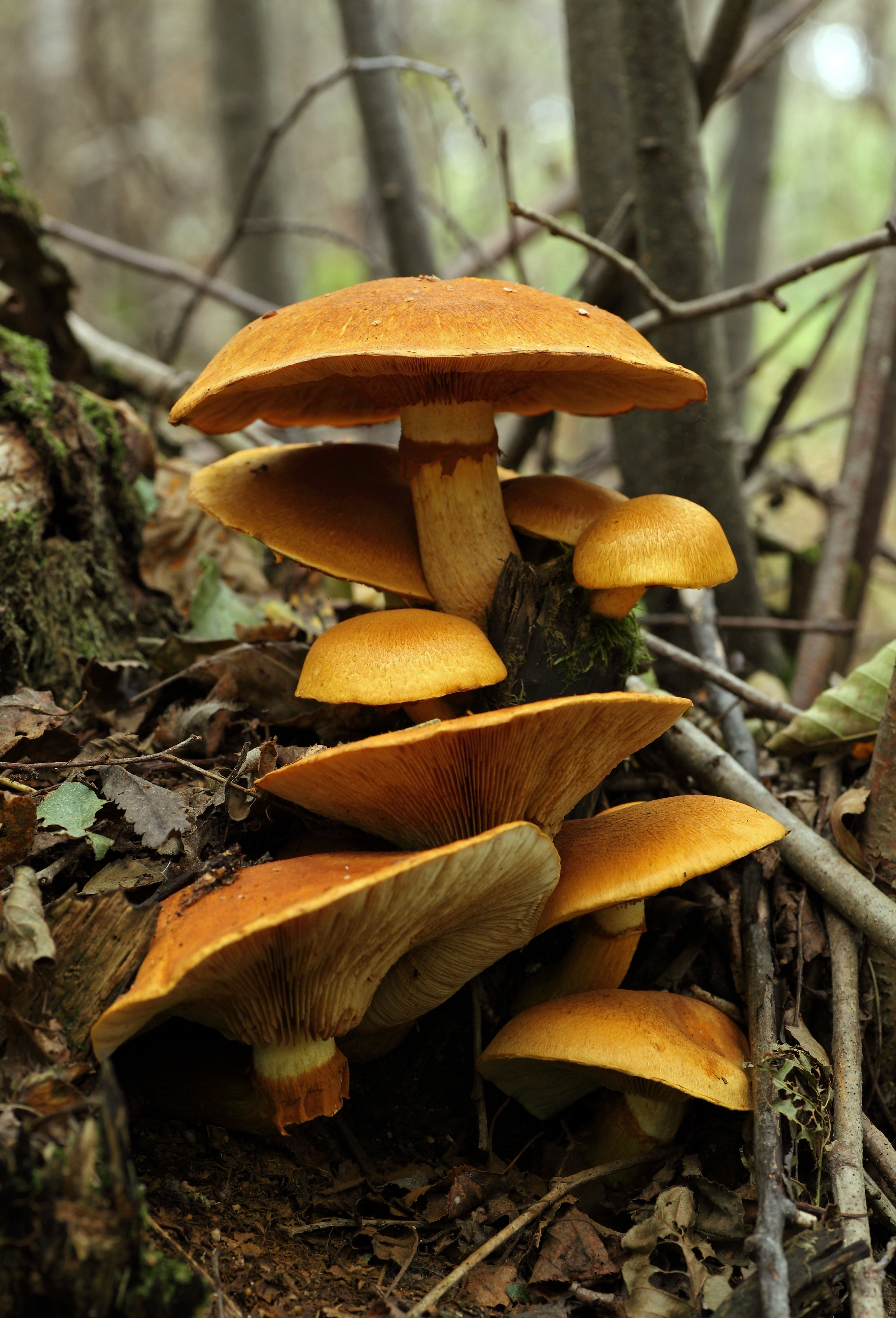
エストニア。
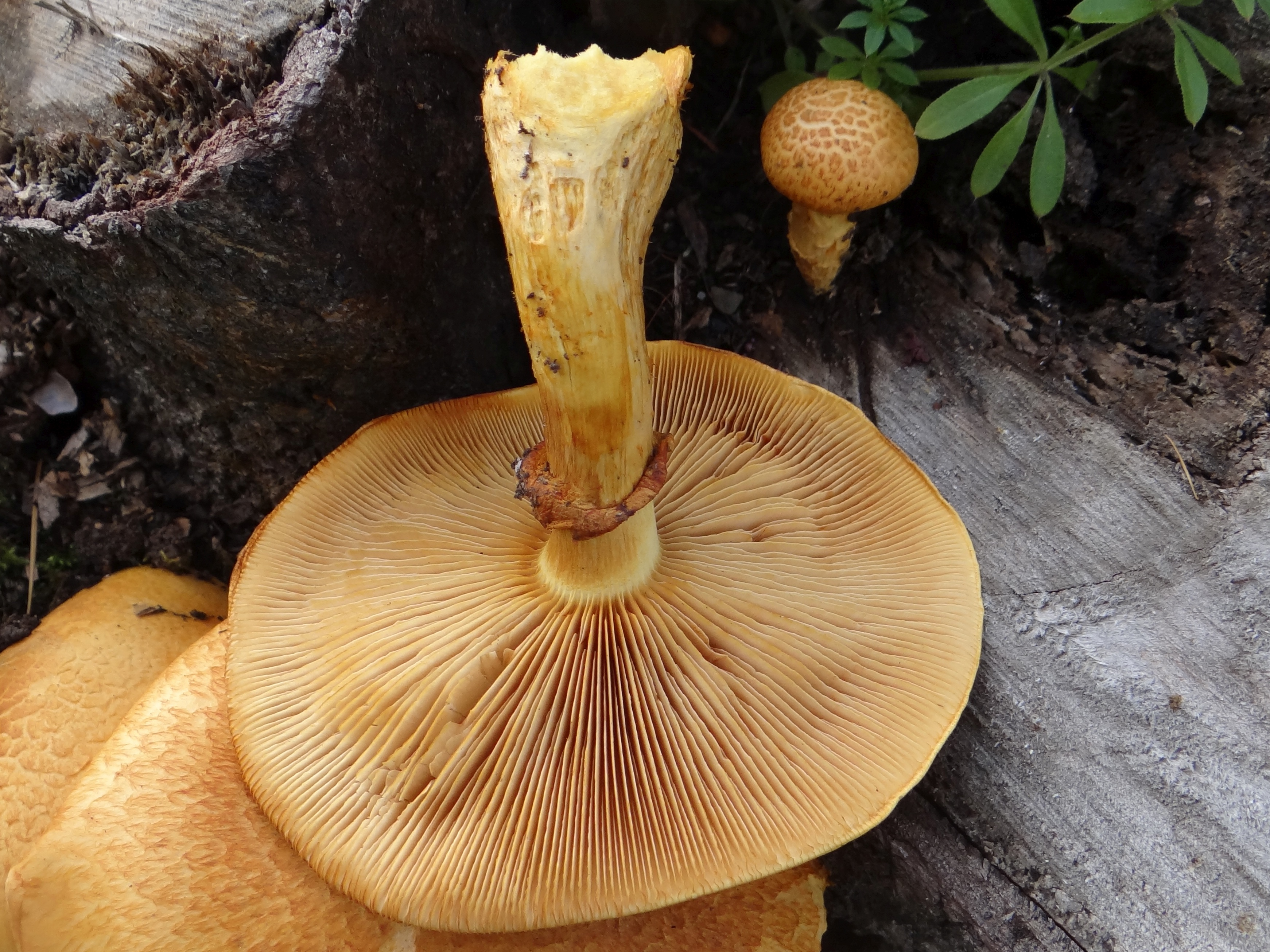
ひだ。
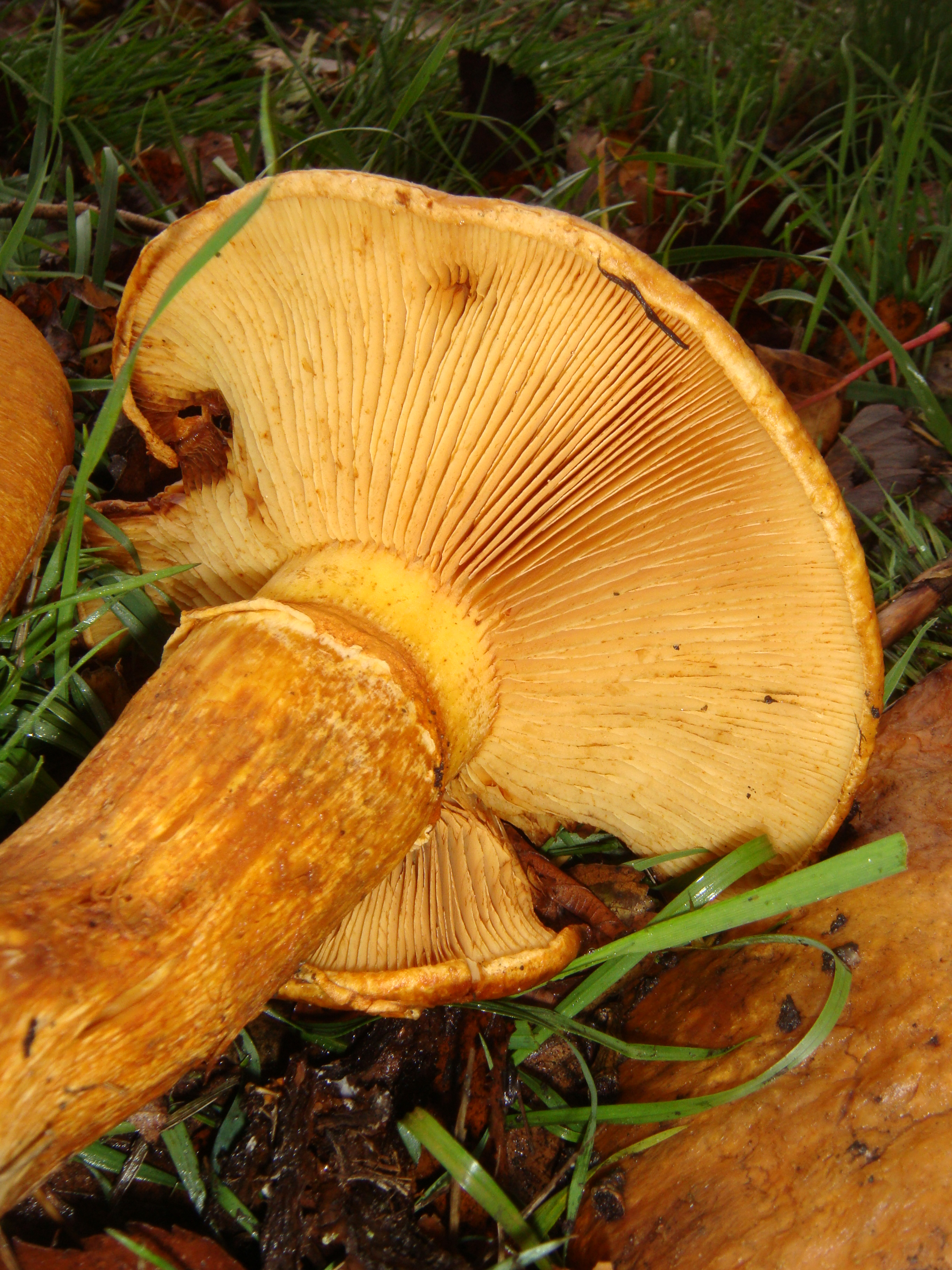
ひだ。
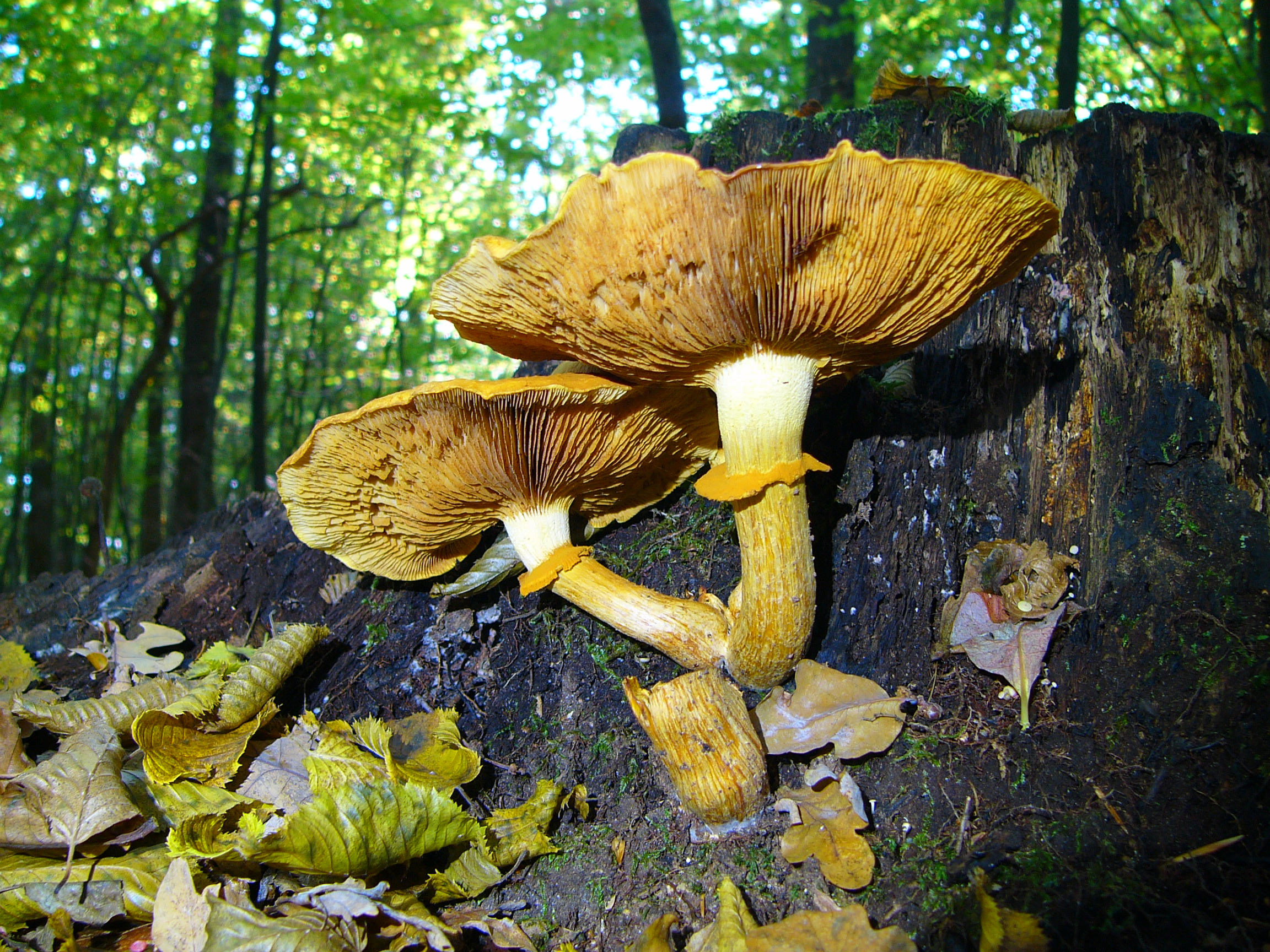
柄。

## 食用
日本では一般に毒キノコと認知されており、よく似た不明菌もいくつかあるため注意が必要なキノコといわれる。強い苦味があるが、歯切れはよく、大型なので食用の価値があるという人もいる。オオワライタケは、フランスでは市販されオリーブ油に漬けて食用である。東北のある地域でもオオワライタケを食べていることがあり、煮こぼしてから流水に一晩浸し、油で甘辛に煮て食したり、塩漬けし2、3か月保存すれば毒が緩和されるので食べ物の少ない冬に備えた。
しかし、食べると異常な興奮や幻覚などの症状が起こるキノコであり、毒抜きして食べる地方もあるが、残留する毒成分が体に与えるダメージを考慮すれば食べるべきではないとする意見もある。

## 栽培
1950年代の研究では人工栽培のためかなり形態の違ったきのこが発生することになったが、pH6前後、25度から30度でよく発育し、30度では菌糸は7-10日で十分に広がり、この菌糸体を15度の場所へ移動すると子実体（きのこ）を発生し、たいていは束生し、ごくまれに単生する。1週間で育ち盛りとなって、その後1週間までに傘を発生し、傘の発生から1か月程度で枯れるが、さらに5度の場所へ移動すると数か月その状態を保った。

## 中毒
誤食するとワライタケと同様に、幻覚性の中毒を起こすといわれている。日本産のオオワライタケからは幻覚成分のシロシビンは検出されておらず、別の成分がかかわっていると考えられている。中毒症状は日本で初めて確認され、今関六也により海外に紹介された。

### 毒成分
毒成分は、ジムノピリン類、オストパニン酸などとされる。
1917年（大正6年）に、先にワライタケの中毒を確認した川村清一は、同じように酩酊してやたら笑ったり踊ったりするような中毒を起こす菌種が別にもないとも限らないので、翌年の『植物研究雑誌』に症状と菌種を精査したいと付記しておいた。その後、1922年には群馬県宝泉村の20歳の若者が樫の切り株に生えたキノコを食べて軽症の中毒を起こしたということで、そのキノコが送られてきてその種を確認した。欧米では中毒は知られていなかった。先のものより大きいことからオオワライタケと命名した。 1950年代の中毒例では、裏山で採集したキノコを汁物にして食べたところ、意気揚々とやたら愉快となって笑いまた幻覚を見たが、呼吸器・循環器・消化器には異常がなく、症状は8時間ほど続き失禁もあり、眠って起きた後は平静に戻っていたというものである。北米のオオワライタケからはシロシビン（幻覚成分）が単離され、他の日本産の幻覚性キノコからもシロシビンが検出されるが、日本のオオワライタケからは検出されなかった。ドイツ、山形県、宮城県で採取されたオオワライタケからは検出されなかった。
1982年、1984年の報告で、苦味成分としてのジムノピリン (Gymnopilin)、その他関連成分のジムノピリンAとBなどと命名したものが検出された。苦味成分ジムノピリンに中枢神経作用があるとの基礎研究があり、1980年代には幻覚誘発の原因ではないかと考えられた。
しかし2010年代までには、鳥取大学農学部附属菌類きのこ遺伝資源研究センターの研究では、培養したオオワライタケから抽出したジムノピリンは平滑筋弛緩作用があるものの、ラットの脳神経細胞は活性化させず、一方メタノールで抽出した成分はラットの脳神経細胞を活性化させており、グルタミン酸などの脳細胞活性化物質、心筋の機能不全に関係する未知の物質が発見されている。

### 中毒症状
誤食すると、10 - 20分後に、ふるえやめまい。症状が重いと幻覚、幻聴、視覚障害、精神錯乱などの中枢系神経の中毒を起こし、笑ったり歌ったり興奮状態に陥るといわれている。マウスを使った実験でも、中枢神経に作用を及ぼす成分が検出されている。

## 似ているキノコ
オオワライタケは、ハラタケ科のコガネタケ（Phaeolepiota aurea）と間違われることがあり、オオワライタケは枯れ木や切り株に発生し子実体は粉を吹いていないのに対し、コガネタケは林内の草地に発生し黄色い粉にまみれていることで区別がつく。噛んでみると、オオワライタケには強い苦みがある。
外見は似ていないが、名前と中毒症状が似ているワライタケ（Panaeolus papilionaceus）は、分類的には少し離れたヒカゲタケ属のキノコであり、オオワライタケ同様に幻覚性の中毒を起こす。

## 文学
平安時代末期に成立したとされる文学集『今昔物語集』の中で、「舞茸」を食べて、木こりと森の中から尼さんたちが踊りながら出てきたという説話があるが、そのキノコはオオワライタケではないかといわれている。